# Multieina rotativa
Una multieina rotativa és una una eina manual multifuncional, que s'utilitza per esmolar, esmerilar, afinar, polir o mecanitzar materials (normalment metall, però també plàstic o fusta). Totes aquestes eines són conceptualment similars, sense una línia divisòria clara entre les multieines rotatives i les eines rotatives, tot i que el nom de eina rotativa tendeix a utilitzar-se per a versions de gran resistència accionades pneumàticament, mentre que el nom de multieina rotativa tendeix a utilitzar-se per a versions elèctriques de menor resistència. També existeixen versions amb accionament d'eix flexible.

## Història

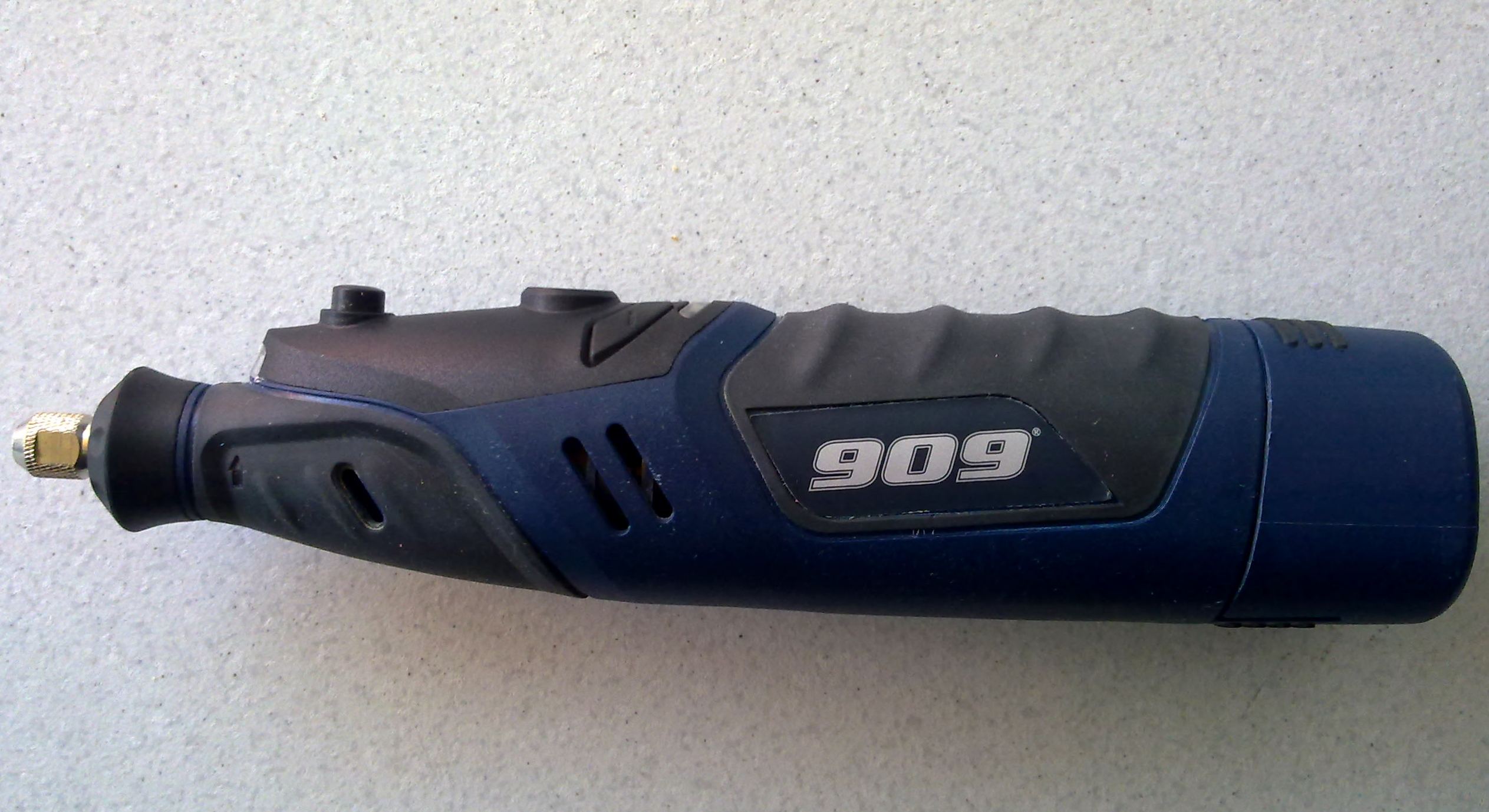
Una multieina rotativa sense fil que funciona amb bateria que s'utilitza per a petites feines.

Inicialment, es van usar per a treballs de matrius i motlles, on es requeria precisió manual similar a l’escultura, per crear els contorns precisos de matrius o motlles. Especialment abans de l'arribada de l'ús generalitzat de la CNC, es depenia molt d'elles per al contornejat mitjançant una habilitat manual comparable a la d'un escultor. El CNC ara proporciona gran part del contornejat de les superfícies interiors de matrius i motlles, però les multieines rotatives continuen sent molt útils per a centenars de necessitats de tall, des del contornejat semblant a una escultura en absència de CNC, fins al tall de barres, o qualsevol de les necessitats de tall i rectificat de la fabricació de metall, com ara en el treball de soldadors, fabricants de calderes, muntadors de molinets, treballadors del ferro (muntadors d'acer), treballadors de xapa (com ara treballadors de xapa i tècnics de climatització ), fins a la fusteria (especialment la fabricació d'ebenisteria ), la pirateria informàtica i altres aficions o activitats comercials. Les multieines rotatives s'utilitzen sovint per gravaro donar forma general a una peça.
Les multieines rotatives segueixen essent imprescindibles per a:
- Tall i rectificat en soldadura, caldereria, fusteria fina (ebanisteria) o fins i tot bricolatge.
- Gravat, perforat o acabament de peces.
- Aplicacions industrials (mecànics, ferrers, instal·ladors, etc.).

Les multieines rotatives solen girar a alta velocitat, normalment 25.000 rpm. Això és molt més ràpid que la majoria d'eines de tall. Per tant, cal utilitzar accessoris homologats per evitar accidents.

## Mètodes per subjectar l'eina

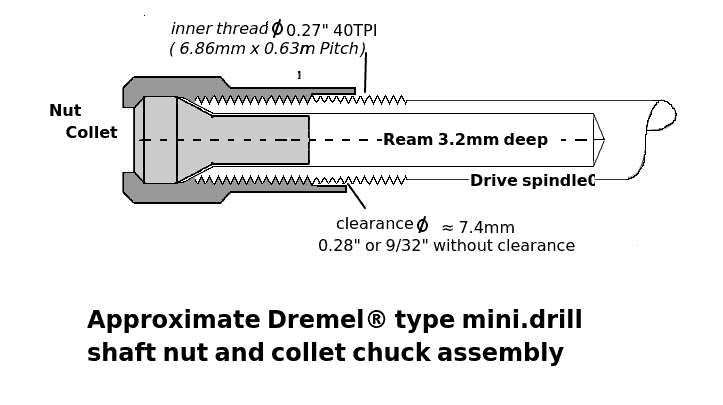
Disposició aproximada del cargol i la pinça /femella tipus Dremel

Normalment, l'eina (fresa, mola o broca), es subjecta en un portabroques, que és un mitjà convenient de subjecció en aquesta aplicació i proporciona la concentricitat necessària per a l'ús a altes revolucions i també permet canvis ràpids d'eina.
En algunes aplicacions, es poden utilitzar altres sistemes de mandrins de canvi ràpid, similars als tipus de mandri que ara es troben habitualment en els trepants amb empunyadura de pistola, per intercanviar freses o broques amb facilitat..

## Mètodes de treball
El treball es pot fer de diverses maneres, com ara:
- Esmolat amb pedres abrasives aglomerades
- Mecanitzat amb una fresa, o amb una broca petita
- Poliment amb abrasiu recobert, com ara petits tambors fets de paper de vidre muntats sobre un mandrí de goma expansible
- Afilat amb puntes muntades de gra fi
- Solapat amb compost de solapat i un solapat muntat per encastar-lo
- Polir o abrillantar amb tambors o solapes de tela o fibra i pasta de polir

## Tipus

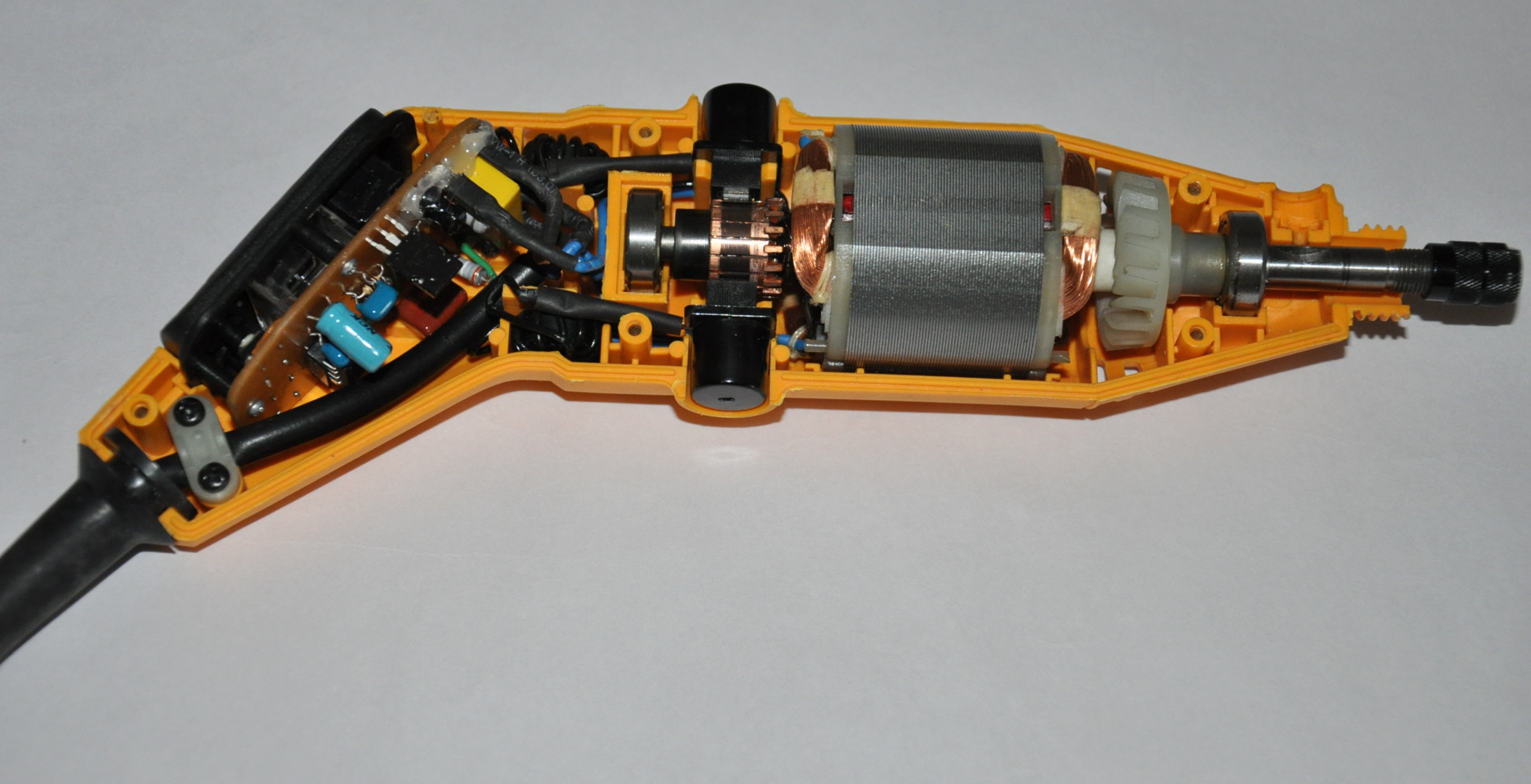
Esmoladora de mà elèctrica

### Elèctriques
- Amb cable: Potència constant, per a taller o ús prolongat.
- Sense fil (bateria): Mòbils, però amb autonomia limitada.

### Pneumàtiques
Les esmoladores pneumàtiques funcionen amb aire comprimit i destaquen per:
- Alta velocitat de rotació: La mola gira a altes revolucions (fins a 30.000 RPM) per assegurar velocitat perifèrica adequada fins i tot amb moles petites. La velocitat es regula mitjançant la pressió d'aire aplicada.
- Seguretat en entorns explosius: Al no generar espurnes pel fet de no utilitzar electricitat, són ideals per a zones amb risc d'explosió (com indústries químiques o refineries).
- Lleugeresa: Pes reduït en comparació amb models elèctrics de potència equivalent.

S'usen principalment en entorns industrials per desbarbar vores de peces metàl·liques, però admeten múltiples accessoris (moles, freses, discs de polit, etc.).També es poden equipar amb diversos accessoris, com ara discs o altres accessoris de tall.

### Especials
- Turbines dentals: Motors d'alta velocitat (fins a 40.000 RPM) per a ajustos de pròtesis.

## Tipus d'eines
- Puntes muntades de diverses formes i mides [petites o mitjanes]
- Freses rotatives en forma de disc de diverses formes i mides [petites o mitjanes]
- Broques petites
- Fulles de serra o freses petites en forma de disc
- Discs de tall abrasius (alternativa a les serres).
- Tambors de polir o esmerilar
- Rodes petites de tela o fibra, tambors de llana (per subjectar el compost de polir)
- Discs de polir (de fibra o drap).

## Seguretat

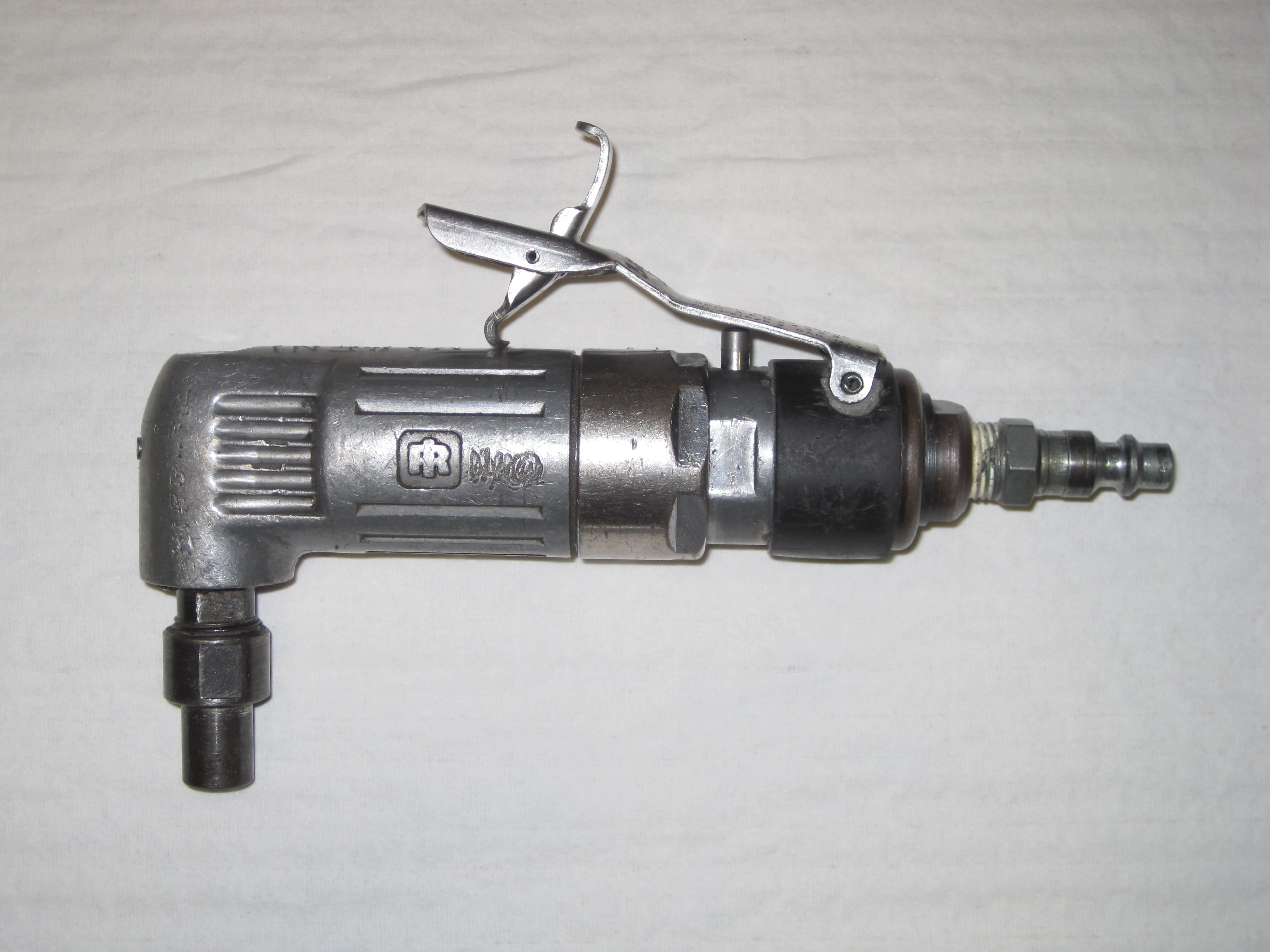
Una multieina rotativa pneumàtica amb un capçal d'angle recte.

### Equip de protecció individual (EPI)
La precaució de seguretat més universal en l'ús de les multieines rotatives és protegir els ulls amb ulleres de seguretat.
Altres EPI comuns en l'ús de les multieines rotatives inclouen:
- Proteccions per als ulls i la cara, com ara ulleres de seguretat o una pantalla facial, que és simplement una finestra de policarbonat, penjada d'una diadema, entre la cara i la peça. Tots els protectors oculars vénen en versions transparents, així com en diversos nivells d'ombrejat (per a la polidura que produeix prou espurnes per justificar l'ombrejat, com ho fa la soldadura o la flama).
- Protecció auditiva, com ara taps per a les orelles o auriculars (les esmoladores sovint fan força soroll, fins i tot funcionant sense càrrega, però encara més mentre tallen).
- Protecció de la pell, com ara guants de treball (i en algunes aplicacions especials, roba ignífuga a causa de les espurnes, tot i que les espurnes solen ser inofensives en la majoria d'aplicacions).
- Protecció per a les vies respiratòries i gastrointestinals (boca, gola, pulmons, intestí), com ara màscares de paper simples o, en aplicacions especials, un respirador. Les màscares poden ser trivials en moltes aplicacions però importants en d'altres. Qualsevol tall abrasiu genera pols, tant del propi abrasiu com de la peça de treball. Depenent dels materials i les quantitats, poden ser necessàries mascaretes.

### Funcions de seguretat integrades a l'eina
La majoria dels accionadors de les multieines rotatives pneumàtiques presenten un mecanisme de "peu de suport" accionat per ressort entre la palanca de l'accelerador i el cos de la rectificadora. Això evita que l'accelerador s'obri (es pressioni cap avall cap al cos del molinet) sense la intervenció de l'operador i inhibeix l'activació accidental. És similar en principi als segurs que s'utilitzen en moltes pistoles.
Les eines amb motors elèctrics sovint tenen característiques de seguretat elèctrica com ara carcasses amb connexió a terra (connectades a un conductor de connexió a terra, que utilitza la punta de connexió a terra d'un endoll) o doble aïllament. Alguns equips els poden tenir tots dos, però això no és habitual, perquè els requisits reglamentaris només requereixen un o l'altre.

## Impacte en la salut
Tot i que les eines elèctriques manuals són útils, també produeixen grans quantitats de soroll, vibracions i partícules, incloses les partícules ultrafinesLes partícules en suspensió a l'aire són un carcinogen del grup 1. Les partícules en suspensió són la forma més nociva (a part de les ultrafines) de contaminació atmosfèrica ja que poden penetrar profundament als pulmons i al cervell des del torrent sanguini, causant problemes de salut com ara malalties del cor, malalties pulmonars i mort prematura. No hi ha cap nivell segur de partícules. Un estudi del 2013 va concloure que "la contaminació atmosfèrica per partícules en suspensió contribueix a la incidència del càncer de pulmó a Europa". A tot el món, l'exposició a PM 2.5 va contribuir al 4,1 milions de morts per malalties cardíaques, accidents cerebrovasculars, càncer de pulmó, malalties pulmonars cròniques i infeccions respiratòries el 2016. En general, les partícules en suspensió a l'ambient són un dels principals factors de risc de mort prematura a nivell mundial.
Existeixen alguns estàndards industrials sobre la mida i la quantitat de pols emesa per les eines elèctriques, tot i que sembla que no són àmpliament coneguts ni utilitzats a nivell mundial. Sabent que la pols es genera durant tot el procés de construcció i que pot causar greus riscos per a la salut, els fabricants ara comercialitzen eines elèctriques equipades amb col·lectors de pols (per exemple, aspiradores HEPA ) o sistemes integrats de subministrament d'aigua que extreuen la pols després de l'emissió. No obstant això, l'ús d'aquests productes encara no és habitual a la majoria de llocs. A partir del primer trimestre del 2024, les eines de gasolina estan prohibides a Califòrnia.